# 79P/du Toit-Hartley
79P/du Toit-Hartley – kometa krótkookresowa, należąca do rodziny Jowisza, jest również obiektem typu NEO.

## Odkrycie
Kometa została odkryta 9 kwietnia 1945 roku przez astronoma południowoafrykańskiego Daniela du Toita. Nie była jednak obserwowana podczas sześciu kolejnych powrotów. Dopiero w lutym 1982 roku astronom australijski Malcolm Hartley dostrzegł ją ponownie po rozpadzie jako dwie odrębne komety o oznaczeniach 1982b i 1982c: fragment zwany 1982b stracił jasność, osłabł i wreszcie zniknął.
W nazwie znajdują się zatem nazwiska obu odkrywców.

## Orbita komety i właściwości fizyczne
Orbita komety 79P/du Toit-Hartley ma kształt elipsy o mimośrodzie 0,62. Jej peryhelium znajduje się w odległości 1,12 j.a., aphelium zaś 4,77 j.a. od Słońca. Jej okres obiegu wokół Słońca wynosi 5,06 roku, nachylenie do ekliptyki to wartość 3,15˚.
Jądro tej komety ma rozmiary 2,8 km.